# Кладбища Кишинёва
Кладбища Кишинёва — это общественные места с зелёными насаждениями, предназначенные для захоронения усопших. В городской черте муниципия Кишинэу насчитывается 11 кладбищ, находящихся на балансе столичной мэрии. Согласно местному регламенту, действующие муниципальные кладбища условно делятся на четыре категории:
- I — Центральное (Армянское) кладбище;
- II — «Святого Лазаря», Святотроицкое, Армяно-католическое, Еврейское;
- III — «Штефан Чобану» (Мунчештское), Старобуюканское, Новобачойское;
- IV — Петриканское, Скулянское, Чеканское.

## Кладбища I категории
Центральное, или «Армянское» кладбище — одно из крупнейших и самых известных кладбищ в столице. Здесь хоронят только почётных деятелей страны и близких родственников уже похороненных здесь усопших. «Армянское» — разговорное название, происходит от названия одноимённой улицы, которая берёт начало от главных ворот кладбища.

## Кладбища II категории
Кладбище «Святой Лазарь» (Святолазаревское, «Дойна» — по названию улицы, на которой расположено) — крупнейшее в Молдове. На сегодняшний день площадь некрополя составляет 106,5 га, власти изыскивают возможность его расширения до 144 га. Официально кладбище было открыто в 1966 году, однако встречаются и более старые могилы — после открытия сюда перенесли захоронения с нескольких мелких и полуразрушенных кладбищ города, которые впоследствии были расформированы и застроены.
Еврейское кладбище расположено в секторе Буюкань Кишинёва. По некоторым данным, захоронения здесь начались в начале XIX века. Во время Второй мировой войны восточная его часть была изрядно разрушена, а к 1960 году — окончательно уничтожена. На территории, ещё недавно занятой кладбищем, был разбит парк «Алунелул», теннисные корты, построены жилые дома.
Армяно-католическое кладбище расположено к юго-востоку от центральной части Кишинёва, между церковью Теодора Тирона и парком «Долина Роз». Некогда раздельные, армяно-григорианское и польское католическое кладбища на сегодняшний день объединены в одну территорию. Здесь можно встретить немецкие, польские, итальянские и армянские могилы XIX и начала XX веков. На территории расположены два уникальных для Молдовы архитектурных сооружения: часовня над захоронением Иосифа Огановича (1912 г.) и армянская апостольская церковь Воскресения Христова (1916 г.).
Святотроицкое кладбище (рум. «Sfânta Treime») — это небольшое кладбище в секторе Ботаника Кишинёва, невдалеке от железнодорожного вокзала. Церковь Святой Троицы была построена во второй половине XIX века, но кладбище могло существовать и ранее. На территории сохранились могилы второй половины XIX века, а также более поздние могилы разных лет. Захоронения были приостановлены в 60-е годы с открытием городского кладбища на ул. Дойна, а затем вновь возобновлены в 2000-х годах.

## Кладбища III, IV категории
Кладбища третьей и четвёртой категории в прошлом — сельские кладбища предместий Кишинёва, впоследствии вошедших в состав города и ставших микрорайонами. Это маленькие по площади (0,5-2 га), условно или никак не огороженные и не благоустроенные территории.

## Разрушенные кладбища
- Кладбище Героев — другие варианты: Кладбище Оноаре, Румынское военное кладбище. Разрушено в 1959 году.